# Louise Trappitt
Louise Trappitt (ur. 15 października 1985 w Dunedin) – nowozelandzka wioślarka.

## Osiągnięcia
- Mistrzostwa świata – Poznań 2009 – czwórka podwójna – 7. miejsce.
- Mistrzostwa świata – Bled 2011 – czwórka podwójna – 3. miejsce.
- Mistrzostwa świata – Amsterdam 2014 – dwójka bez sternika – 3. miejsce.